# Martin Lipčák
Martin Lipčák (Sečovce, 22 dicembre 1975) è un ex calciatore slovacco, di ruolo portiere.

## Carriera

### Club
Portiere, ha vestito le maglie di Košice, Dukla Trenčín, Petržalka, Spartak Trnava, Zalaegerszeg, Neded e Fotbal Trinec, totalizzando più di 200 presenze nella massima divisione slovacca. Nel 2004 conquista una Coppa di Slovacchia nelle file dell'Artmedia Bratislava.

### Nazionale
Inizialmente partito in panchina a Sydney 2000, Lipčák gioca contro Giappone (1-2) e Sudafrica (2-1) chiudendo il torneo all'ultimo posto.

## Palmarès

### Club

#### Competizioni nazionali
- Slovenský Pohár: 1

Petržalka: 2003-2004